# Okahao

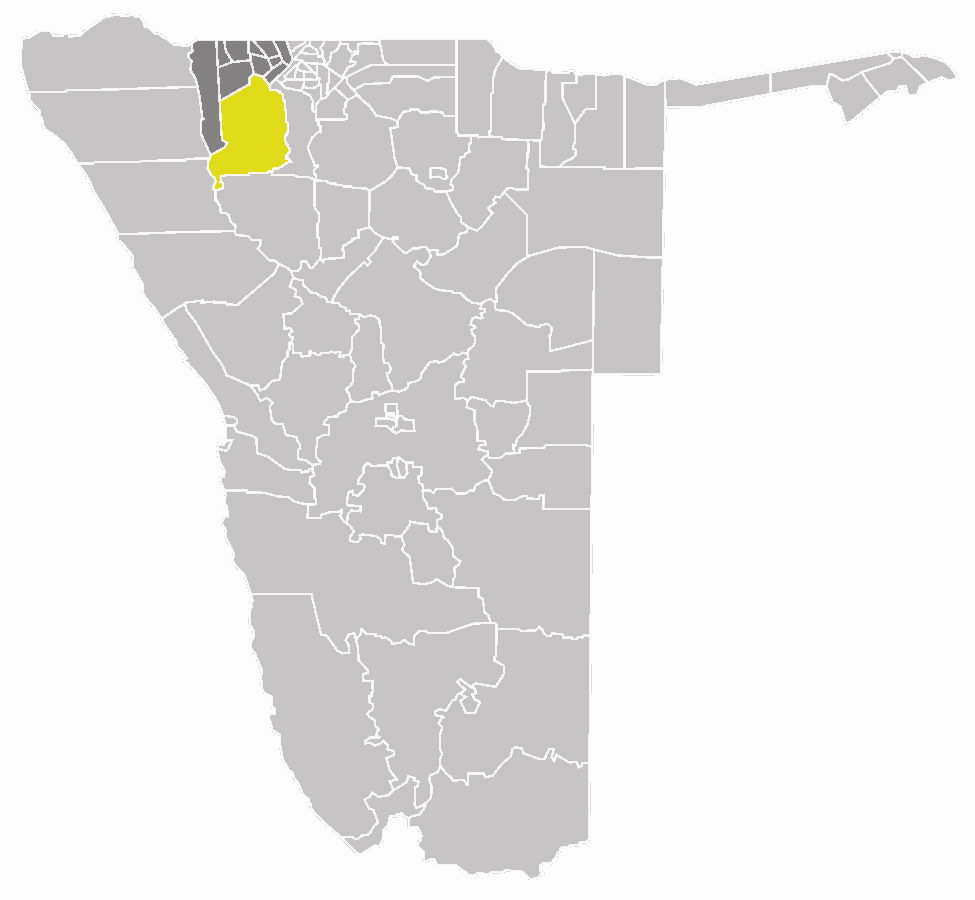
Circonscription d'Okahao (jaune) dans la région d'Omusati (gris).

Okahao est une ville de la région d'Omusati, dans le nord de la Namibie, capitale de la circonscription électorale d'Okahao. Elle est située dans la région tribale d'Ongandjera, 73 km à l'ouest d'Oshakati sur la route principale MR123 (Outapi - Tsandi - Okahao).
La ville comprend environ 7 000 habitants et la circonscription d'Okahao plus de 26 000. La région autour d'Okahao comprend principalement des terres arables plates servant surtout à l'agriculture vivrière.

## Infrastructures
Okahao dispose d'une piste atterrissage (Code ICAO: FYOH, Code IATA: aucun), une clinique et deux hôpitaux[réf. nécessaire].
Okahao a une école élémentaire (combined school) (Nangombe Combined School), une école primaire (Okahao Primary School), et une école privée. Il y a aussi une bibliothèque communautaireOkahao community library, un commissariat de Police et une prison. Plusieurs ministères ont une antenne dans la ville. Le Ongozi Lodge accueille des touristes.[réf. nécessaire]
Depuis novembre 2009, le maire d'Okahao est David Uuzombala Isai.

## Instabilité politique
Lors de la campagne pour les élections générales de 2009 en Namibie, les partisans du Rally for Democracy and Progress ont été chassés de la ville par les élèves des écoles.